# Rhizopus niveus
Rhizopus niveus är en svampart som beskrevs av M. Yamaz. 1919. Rhizopus niveus ingår i släktet Rhizopus och familjen Mucoraceae.   Inga underarter finns listade i Catalogue of Life.